# Gà Wyandotte

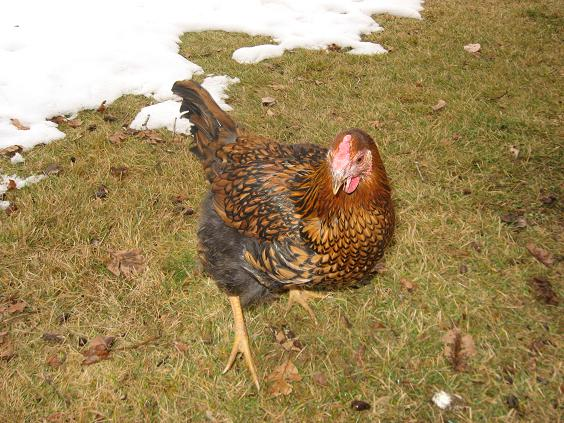
Một con gà Wyandotte lông nâu đậm

Gà Wyandotte là một giống gà có nguồn gốc từ Mỹ được phát triển trong những năm 1870. Nó được đặt tên theo người Wyandot bản địa của Bắc Mỹ. Các con gà Wyandotte là một giống kiêm dụng, chúng cung cấp cho những quả trứng màu nâu và thịt da màu vàng của nó. Nó cũng là một con gà trình diễn phổ biến, và có nhiều biến thể màu sắc. Ban đầu nó được biết đến như là gà vảy cá (Sebright) Mỹ. 

## Đặc điểm

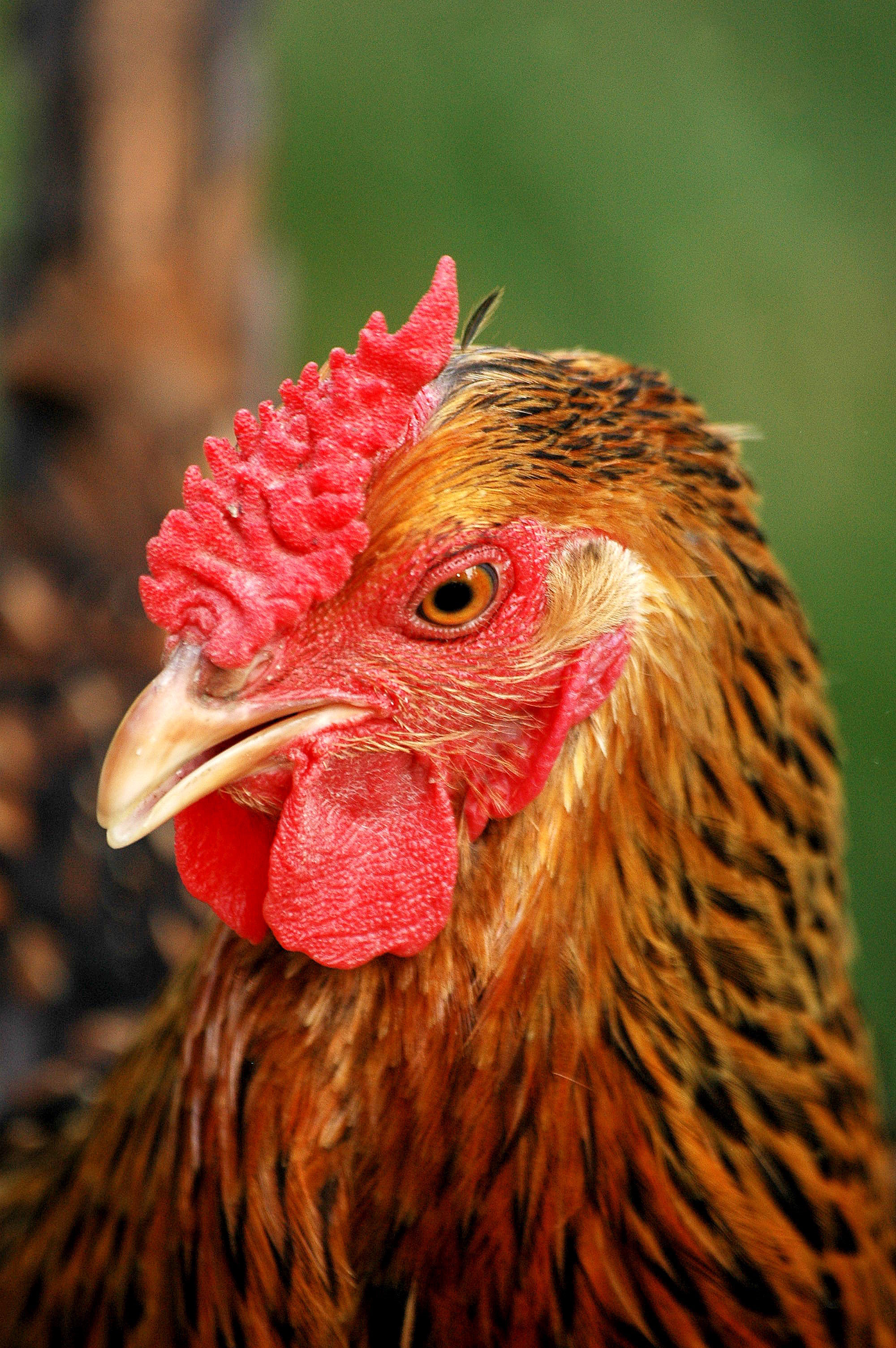
Chiếc mồng màu hoa hồng của gà Wyandotte

Những con gà Wyandotte đã được tạo ra ở Mỹ vào những năm 1870 bởi bốn người gồm: H. M. Doubleday, John Ray, L. Whittaker và Fred Houdlette. Loại thứ nhất được biết đến có màu bạc tẩm, bao gồm cả trong tiêu chuẩn Mỹ của Perfection vào năm 1883, nó đã được đưa đến Anh. Nguồn gốc của giống gà này vẫn là một bí ẩn, tuy nhiên giống Spangled Hamburgs và gà kỳ lân (Bhrama) được coi là giống quan trọng trong việc lai tạo ban đầu để phát triển các con gà Wyandotte. Gà Plymouth Rock, gà Hamburg đã được sử dụng cho những chiếc mào hồng và gà Brahma cho lông màu..
Các con gà Wyandotte là một loài giống gà khá lớn, nhưng nhỏ gọn và tròn. Phạm vi cân là có biến động xê dịch nhưng thường khoảng 5 ½ đến 8 ½ pound cho gà mái tơ và gà lớn tương ứng. Cơ thể của một con gà Wyandotte được mô tả là chiều dài trung bình nhưng rất rộng, mang theo đó chiều rộng trên lưng và vào đuôi. Nó sạch chân và lông xẹp, và có một hộp sọ rộng với một chiếc mồng hồng, da và ống chân có màu vàng, và tai thùy, mặt và keo có màu đỏ. Chúng đa dạng về màu lông gà.
Tại Hoa Kỳ, chín màu sắc được ghi nhận trong các Tiêu chuẩn lựa của Hiệp hội Gia cầm Mỹ: màu đen (1893), màu xanh (1977), màu dao bò (1893), Columbia (1905), vàng tẩm (1888), gà gô (1893), bạc tẩm (1883) và bạc bằng bút chì (1902).Đối với gà bantams, cùng chín màu sắc được công nhận, với việc bổ sung da bò Columbus. Tại châu Âu, Entente Europeenne liệt kê ba mươi màu sắc, ở Anh nhận diện các màu cấm, đen, xanh dương, xanh tẩm, gà gô màu xanh, da bò, Columbus, vàng tẩm, chim đa đa da bò tẩm, đỏ, bạc tẩm, bạc bằng bút chì và trắng.